# Synagoge Seeheim (Seeheim-Jugenheim)
Die Synagoge in Seeheim, einem Ortsteil der Gemeinde Seeheim-Jugenheim im Landkreis Darmstadt-Dieburg in Hessen, wurde 1866/67 errichtet. Die profanierte Synagoge steht an der Schlossstraße 24 (frühere Anschrift Ludwigstraße 17; die Ludwigstraße hieß früher Bachgasse).

## Geschichte
1865 erwarb die Jüdische Gemeinde Seeheim ein Grundstück und plante ein Gemeindezentrum mit Synagoge, Gemeindehaus (mit Schule und Lehrerwohnung) und Mikwe (rituelles Bad). Am Freitag, den 14. Februar 1868 wurden die Torarollen feierlich vom alten Betsaal in die Synagoge überführt. Der Festgottesdienst fand am Sabbatmorgen, dem 15. Februar 1868 statt.

## Zeit des Nationalsozialismus
Nachdem schon kurz nach 1933 der zu den Gottesdienst notwendige Minjan nicht mehr zustande gekommen war, wurde die Synagoge geschlossen und an eine nichtjüdische Familie verkauft. Nach 1935 wurde das Gebäude zu einem Wohnhaus umgebaut, weshalb es beim Novemberpogrom 1938 nicht beschädigt wurde.